# Aljaksandr Valadzko

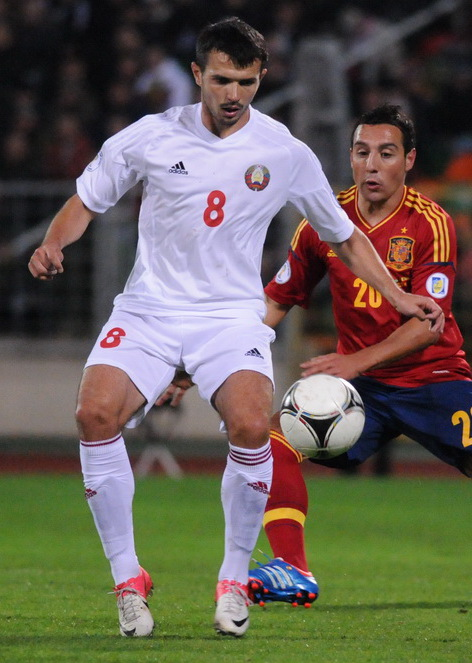
Aljaksandr Valadzko.

Aljaksandr Paŭlavitj Valadzko (belarusiska: Алякса́ндр Па́ўлавіч Валадзько́; ryska: Алекса́ндр Па́влович Володько́, Aleksandr Pavlovitj Volodko), född 18 juni 1986 i Motol, Vitryska SSR, Sovjetunionen (nuvarande Motal, Vitryssland), är en vitrysk fotbollsspelare (mittfältare) som för närvarande spelar för BATE Borisov.